# توئین آن شنبل
توئین آن شنبل (به انگلیسی: Tóin an tSeanbhaile) یک منطقهٔ مسکونی در ایرلند است که در شهرستان مایو واقع شده‌است.

## خصوصیات
توئین آن شنبل ۰ متر بالاتر از سطح دریا واقع شده‌است.

## نگارخانه

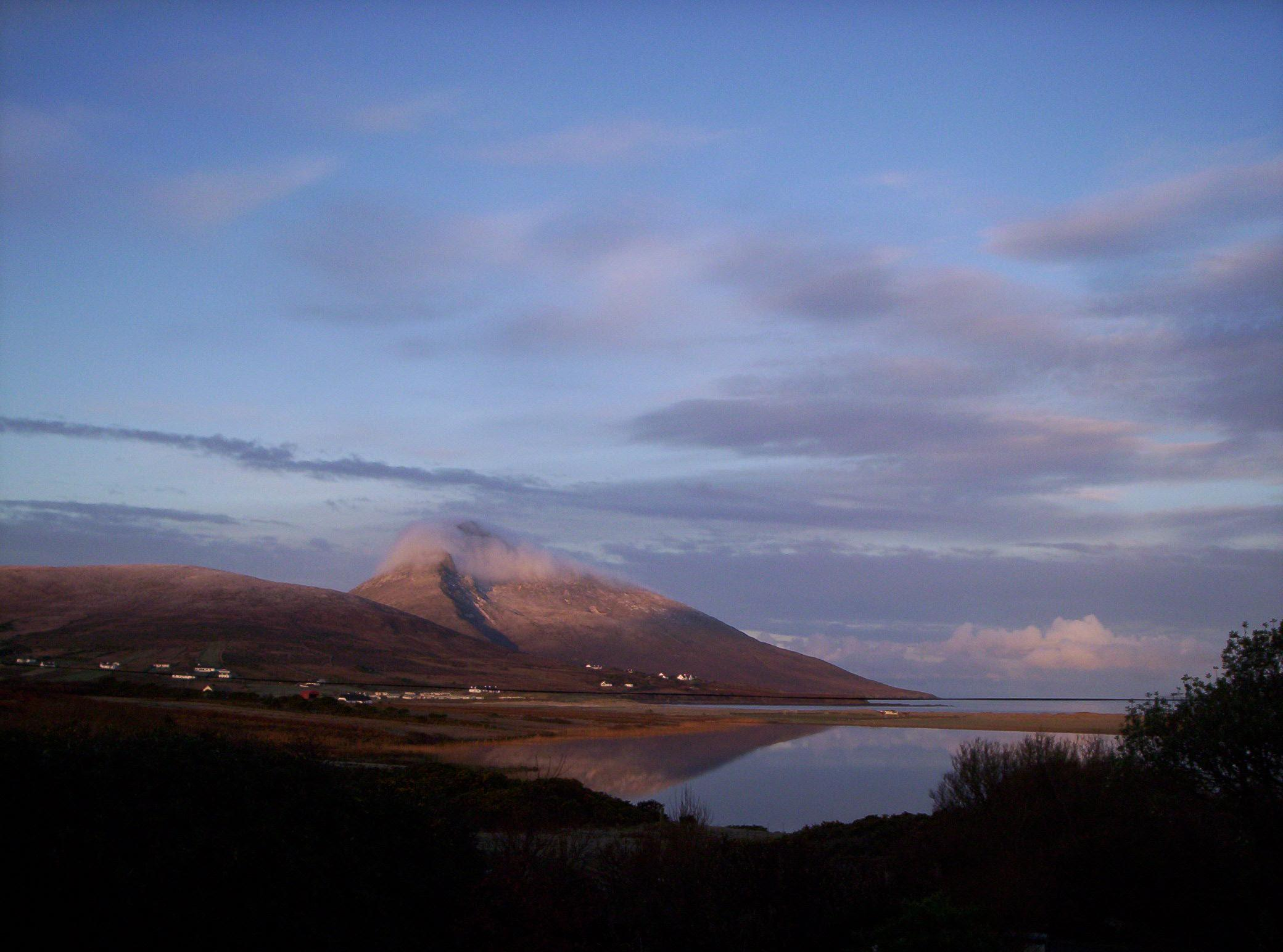